# Caneta-tinteiro
Caneta-tinteiro, caneta de tinta permanente, caneta de aparo, caneta-fonte ou estilógrafo é uma caneta que contém um reservatório recarregável de tinta. É um instrumento de escrita que usa uma ponta de metal para aplicar uma tinta à base de água no papel. A caneta-tinteiro se distingue das canetas de bico de pena anteriores pelo uso de um reservatório interno que contém a tinta, excluindo a necessidade de mergulhar repetidas vezes a caneta em um tinteiro durante seu uso. A tinta do reservatório sai da caneta por meio de um reservatório de tinta para a ponta e é depositada no papel graças a uma combinação de gravidade e ação capilar. O enchimento do tubo com tinta pode ser realizado manualmente, com um conta-gotas ou com uma seringa, utilizando um mecanismo de enchimento interno, que cria sucção tal como um mecanismo de pistão, ou com a criação de um vácuo para transferir a tinta diretamente da ponta para o reservatório. Algumas canetas utilizam reservatórios removíveis na forma de cartuchos de tinta previamente carregados.
As canetas-tinteiro usam vários tipos de materiais, geralmente plástico e metal, nas canetas mais simples, e acrílicos de melhor qualidade, celuloide e metais nobres como a prata e ouro nas canetas de maior valor.
Na antiguidade eram usados madeira, bambu e penas de aves para escrever. Havia uma técnica especial para o corte das pontas. As de penas se desgastavam e constantemente era preciso afiná-las, tal como hoje se faz ponta no lápis. Nenhum desses instrumentos de escrita possuía reservatório interno de tinta.
Nos primeiros anos do século XX ainda eram usadas as canetas simples de molhar no tinteiro e é desta época que carteiras escolares possuíam um orifício onde se colocava o tinteiro. Os modelos com reservatório são mais recentes.

## História

### Primeiros protótipos
al-Qadi al-Nu'man relata em seu Kitab al-Majalis wa 'l-musayarat (em inglês:  "The Book of Sessions and Excursions"), que o califa fatímida Al-Mu'izz li-Din Allah, no Egito árabe, exigiu uma caneta que não manchasse suas mãos ou roupas. Com isso, foi-lhe dado uma caneta que tinha tinta em um reservatório, permitindo que fosse mantida de cabeça para baixo sem vazar.
Há evidências significativas de que uma caneta-tinteiro foi construída e usada durante o Renascimento pelo artista e inventor Leonardo da Vinci. Os diários de da Vinci contêm desenhos com seções transversais do que parece ser uma caneta com reservatório que funciona tanto por gravidade quanto por ação capilar. Historiadores também notaram que a caligrafia nos diários sobreviventes do inventor apresenta um contraste consistente em toda a extensão, em vez do padrão característico de desbotamento de uma caneta bico de pena causada pela sequência de uso e recarga de tinta. Embora nenhum item físico dessa caneta tenha sobrevivido, vários modelos foram reconstruídos em 2011 pelo artista Amerigo Bombara, que podem ser encontrados em museus dedicados a da Vinci.

### Modelos europeus
A caneta-tinteiro era usada na Europa no século XVII segundo referências da época. Na revista Deliciae Physico-Mathematicae (1636), o inventor alemão Daniel Schwenter descreveu uma caneta feita com duas penas, sendo que uma servia como reservatório de tinta dentro da outra. A tinta era selada dentro da pena com cortiça e espremida por um pequeno orifício até o local de escrita. Em 1663, Samuel Pepys referiu-se a uma caneta de metal "para transportar tinta". O historiador Hester Dorsey Richardson documentou uma referência a "três canetas-tinteiro de prata no valor de 15 xelins" na Inglaterra durante o reinado de Carlos II. No início do século XVIII, a denominação caneta-tinteiro já era comum para se referir a essas canetas. Hester Dorsey Richardson também encontrou uma anotação de 1734 pelo pai de Robert Morris no livro-razão das despesas de seu filho, que estava na época na Filadélfia, para a compra de "uma caneta-tinteiro".

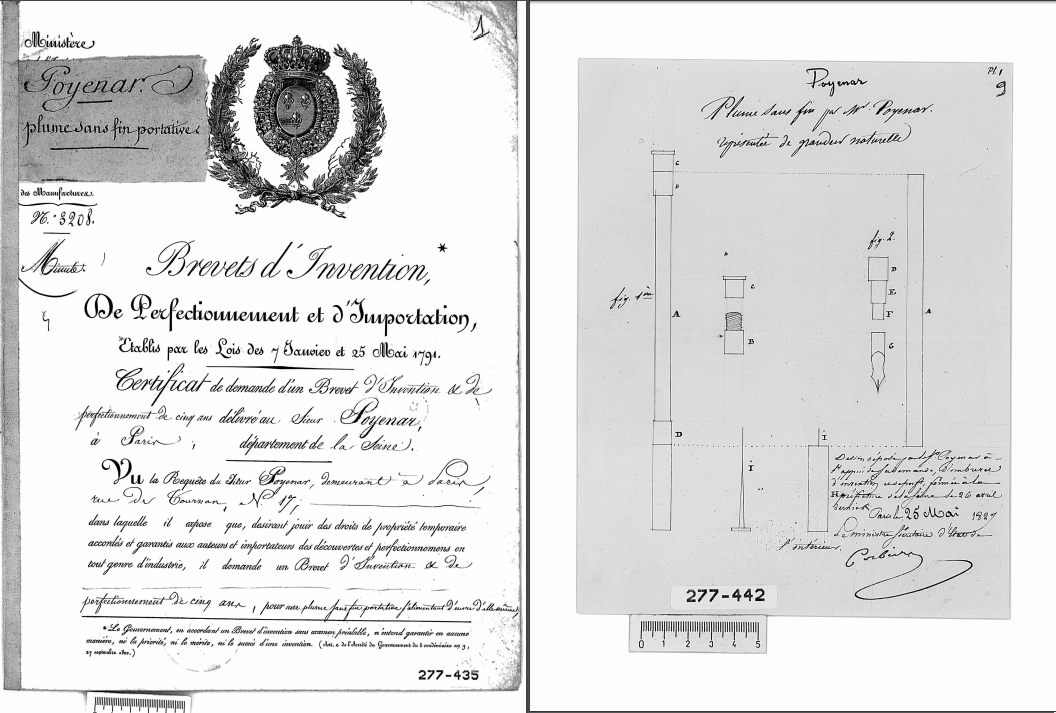
Uma das primeiras patentes da caneta-tinteiro concedida pelo governo francês ao inventor romeno Petrache Poenaru em 25 de maio de 1827

### Primeiras patentes
O processo de desenvolvimento de uma caneta-tinteiro adequada foi lento até meados do século XIX devido à lacuna no conhecimento sobre a função que a pressão do ar desempenhava no funcionamento das canetas. Além disso, a maioria das tintas utilizada para a escrita era altamente corrosiva e com muitos sedimentos. A primeira patente inglesa para uma caneta-tinteiro foi emitida em maio de 1809 em nome de Frederick Fölsch. Em setembro de 1809 foi emitida outra patente de uma caneta-tinteiro aprimorada para Joseph Bramah. A patente de John Scheffer, de 1819, foi o primeiro projeto a ter sucesso comercial, com uma série de canetas-tinteiros ainda existentes. Outro projeto pioneiro digno de nota foi o de John Jacob Parker, que patenteou em 1832 um sistema de enchimento automático com pistão operado por parafuso. O inventor romeno Petrache Poenaru recebeu uma patente francesa em 25 de maio de 1827 para a invenção de uma caneta-tinteiro com um reservatório feito de uma grande pena de cisne.

### Pontas fabricadas em massa
Em 1828, Josiah Mason aprimorou um bico de encaixe de baixo custo e eficiente em Birmingham, Inglaterra, que poderia ser adicionado a uma caneta-tinteiro. Em 1830, William Joseph Gillott, William Mitchell e James Stephen Perry conseguiram fabricar pontas de canetas de aço robustas e baratas em massa. Isso impulsionou o comércio de canetas em Birmingham e, na década de 1850, mais da metade das canetas de ponta de aço fabricadas no mundo eram feitas em Birmingham. Milhares de artesãos qualificados foram empregados na indústria. Muitas novas técnicas de fabricação foram aperfeiçoadas, permitindo que as fábricas da cidade produzissem em massa suas canetas-tinteiros com custo reduzido e com boa performance. Com um custo final de venda baixo, elas também foram vendidas a pessoas que antes não tinham condições de comprá-la anteriormente, incentivando a instrução e a alfabetização.

### Novas patentes e invenções

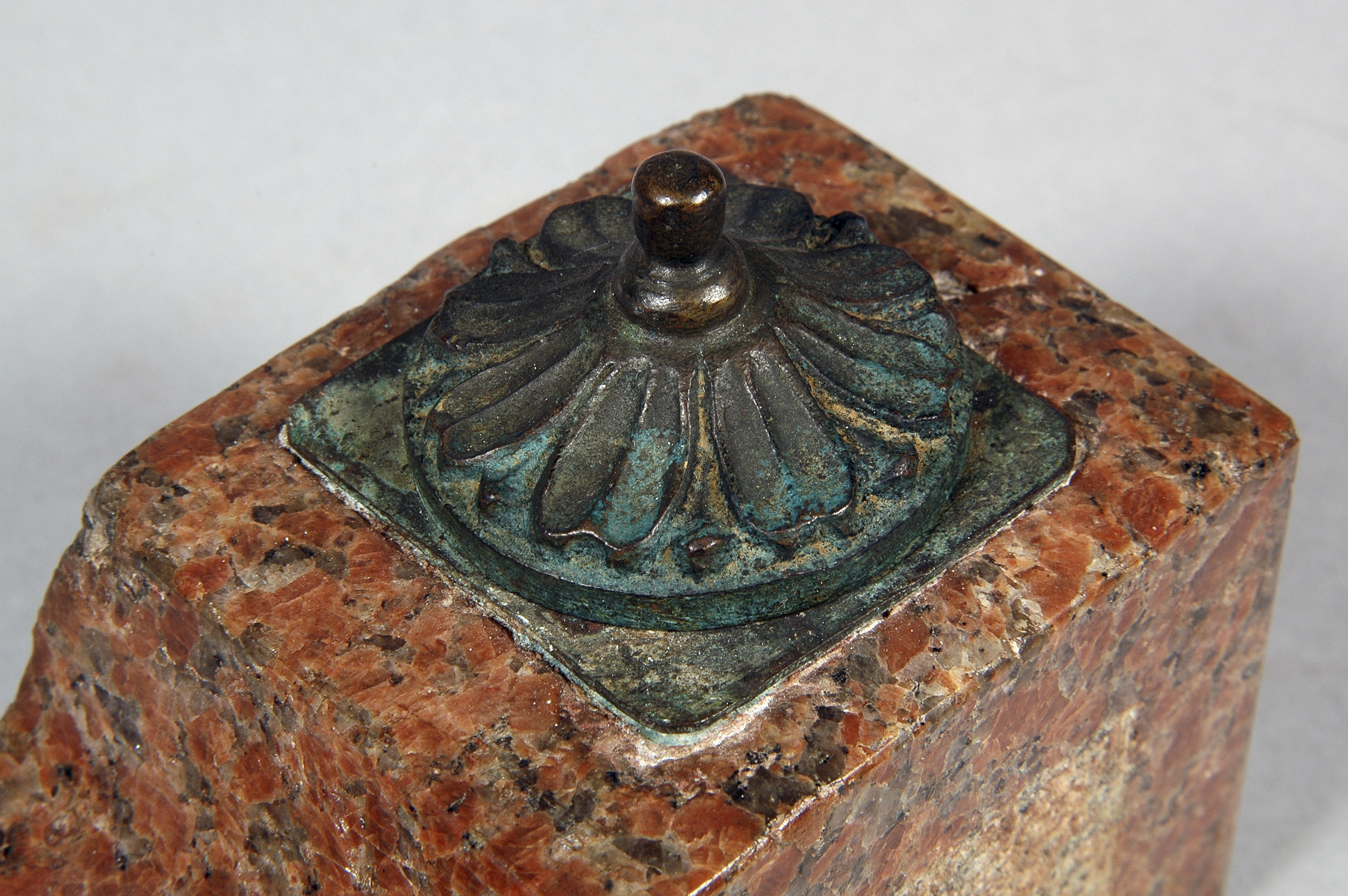
Tinteiro do acervo do Museu Paulista da USP

Em 1848, o inventor americano Azel Storrs Lyman patenteou uma caneta com "uma combinação de suporte e ponta". A partir da década de 1850, houve um fluxo cada vez maior de patentes de canetas-tinteiro e canetas. No entanto, foi somente depois que a ponta de irídio e ouro, o tubo de ebonite e fluxo de tinta livre foram implementadas que a caneta-tinteiro se tornou um instrumento de escrita popular.
As primeiras canetas-tinteiro que tinham esses três elementos surgiram na década de 1850. Na década de 1870, Duncan MacKinnon, um canadense que morava na cidade de Nova York, e Alonzo T. Cross de Providence, Rhode Island, criaram canetas-tinteiro com uma ponta tubular oca e um arame atuando como uma válvula. Canetas-tinteiro eram muito populares na década de 1870. Na década de 1880, a caneta-tinteiro começou a ser produzida em massa. Os maiores produtores americanos nessa época foram a Waterman, da cidade de Nova York, e Wirt, com sede em Bloomsburg, Pensilvânia. Waterman logo ultrapassou a Wirt, junto com muitas empresas que surgiram para preencher o novo e crescente mercado de canetas-tinteiro. Waterman permaneceu como líder de mercado até o início dos anos 1920.
Nessa época, as canetas-tinteiro eram quase todas preenchidas desenroscando uma parte do barril oco ou suporte e inserindo a tinta com um conta-gotas — um procedimento lento e complicado. As canetas também tendiam a vazar em suas tampas e na junta onde o tubo era aberto para ser enchido. Após a mudança dos materiais para fabricação das canetas e a regulação do fluxo de tinta durante a escrita, os próximos problemas a serem resolvidos foram a criação de um sistema de enchimento automático simples e eficiente e a solução do vazamento. Em 1890, WB Purvis patenteou um sistema de enchimento automático. O enchimento automático entrou no mercado por volta da virada do século XX, sendo o mais bem-sucedido deles o enchent-filler da Conklin, seguido pelo twist-filler de A. A. Waterman. O ponto de inflexão, no entanto, foi o grande sucesso do enchimento por alavanca de Walter A. Sheaffer, introduzido em 1912.

### Vazamento de tinta
No final do século XIX, muitos inventores tentaram solucionar o problema de vazamento de tinta das canetas-tinteiro. Algumas das primeiras soluções para esse problema vieram na forma de uma caneta de "segurança" com uma ponta retrátil que permitia que o reservatório de tinta fosse tampado como uma garrafa. O mais bem-sucedido deles foi desenvolvido por Francis C. Brown, da Caw's Pen and Ink Co., e por Morris W. Moore, de Boston.
Em 1898, George Safford Parker lançou a Parker Jointless, assim chamada porque seu barril era de uma única peça para evitar vazamento da tinta. O conjunto da seção se encaixava na extremidade da caneta como uma rolha de cortiça, assim a tinta que vazava era mantida dentro da ponta.
Em 1908, Waterman começou a comercializar sua popular caneta com segurança contra vazamentos. Para canetas que não tinham pontas retráteis, foram adotadas tampas de rosca com tampas internas que vedavam o redor da ponta apoiando-se na parte frontal da seção, o que resolveu o problema de vazamentos. Essas canetas também eram comercializadas como canetas com segurança contra vazamentos, assim como a Parker Jack Knife Safety e a Swan Safety Screw-Cap.

### Outras mudanças
Na Europa, a empresa alemã Pelikan foi fundada em 1838, mas começaram a produzir sua caneta-tinteiro pela primeira vez em 1929. Isso foi possível, pois ela comprou a patente para caneta-tinteiro de tinta sólida da fábrica de Slavoljub Penkala da Croácia — patenteada em 1907 e em produção em larga escala desde 1911 — e para moderno enchimento de pistão do húngaro Theodor Kovacs.
As décadas seguintes testemunharam muitas inovações tecnológicas na fabricação de canetas-tinteiro. A celulóide substituiu gradualmente a ebonite, o que possibilitou a produção de canetas em uma gama muito mais ampla de cores e designs. Ao mesmo tempo, os fabricantes experimentaram novos sistemas de refil. O período entre guerras viu o surgimento de alguns dos modelos mais marcantes de caneta-tinteiro como o Parker Duofold e Vacumatic, Sheaffer's Lifetime Balance series e o Pelikan 100.
Durante as décadas de 1940 e 1950, as canetas-tinteiro mantiveram seu domínio no mercado de canetas, pois as primeiras canetas esferográficas eram caras, estavam sujeitas a vazamentos e tinham fluxo de tinta irregular, enquanto a caneta-tinteiro continuou a se beneficiar da combinação de produção em massa e habilidade artesanal. A caneta esferográfica patenteada pelo húngaro László Bíró em 1943 e outras patentes anteriores costumavam usar o termo "caneta-tinteiro esferográfica", porque na época a caneta esferográfica era considerada um tipo de caneta-tinteiro; ou seja, uma caneta que continha tinta em um reservatório fechado. Este período de meados do século XX viu o lançamento de modelos inovadores como o Parker 51, o Aurora 88, o Sheaffer Snorkel e o Eversharp Skyline. A série Esterbrook J de canetas com enchimento de alavanca com pontas de aço intercambiáveis ofereceu confiabilidade sem aumento do preço.

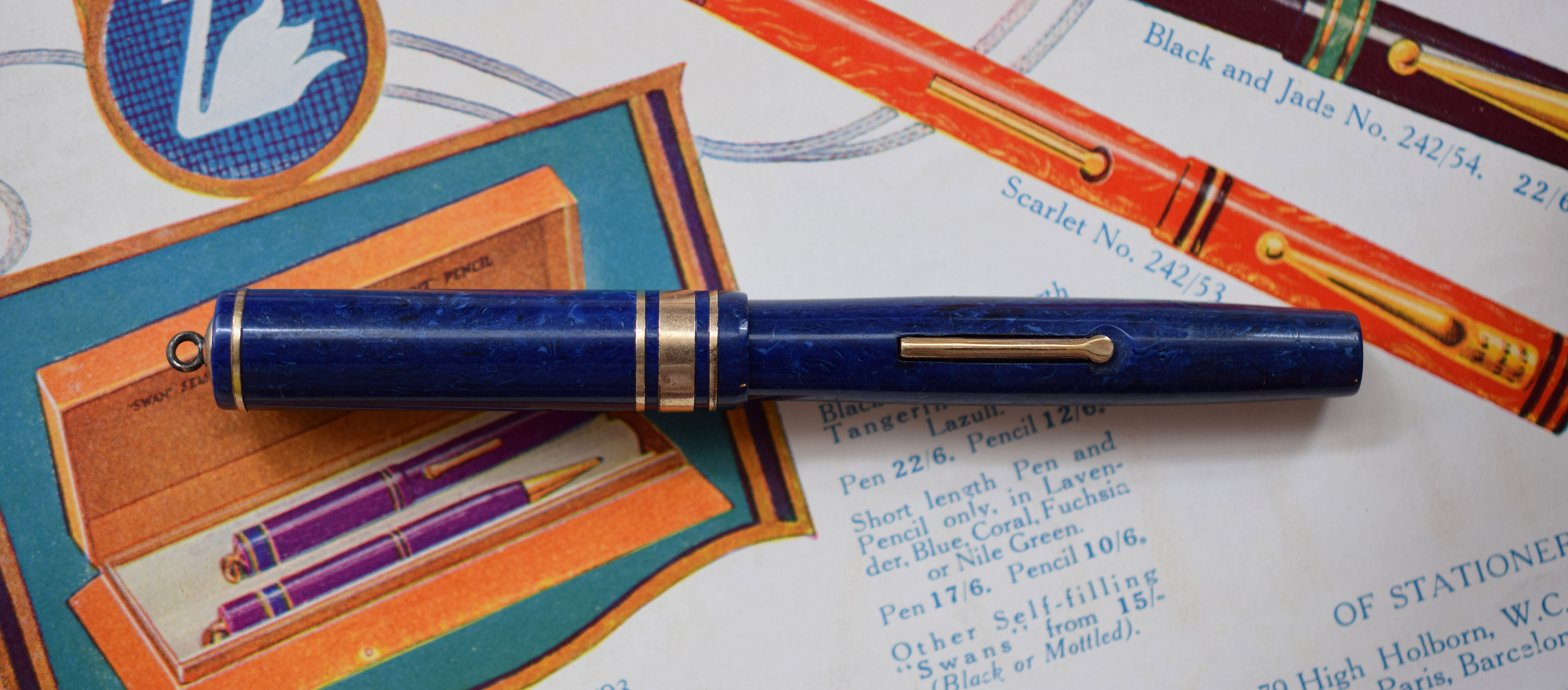
Caneta de enchimento por alavanca feita de celulóide por Mabie Todd & Co., Nova York, 1927

### Popularização
Na década de 1960, os avanços na produção de canetas esferográficas gradualmente suplantou o domínio das caneta-tinteiro para uso casual. No início do século XXI, as canetas-tinteiro com cartucho ainda são de uso comum na França, Itália, Alemanha, Áustria, Índia e Reino Unido. Contudo, alguns fabricantes modernos, especialmente Montblanc, Graf von Faber-Castell e Visconti, descrevem a caneta-tinteiro como um item colecionável ou um símbolo de status, em vez de uma ferramenta de escrita do dia-a-dia. No entanto, as canetas-tinteiro continuam a ter um número crescente de seguidores entre aqueles que as veem como instrumentos de escrita superiores devido à sua relativa suavidade e versatilidade. Os varejistas continuam a vender canetas-tinteiro e tintas para uso cotidiano ou caligráfico. No década de 2010, as canetas-tinteiro ressurgiram, com muitos fabricantes de canetas-tinteiro dizendo que houve aumento nas vendas estão. Isso levou a uma nova onda de canetas-tinteiro para uso no dia a dia e de tintas personalizadas, que vendem seus produtos em lojas online como forma de atingir um público mais amplo.

### Situação atual
As canetas-tinteiro ainda são muito importantes nos países asiáticos, especialmente China e Japão, onde os caracteres especiais de seus alfabetos são melhor representados com instrumentos de escrita com penas finas. No Ocidente, as canetas-tinteiro são usadas na assinatura de documentos importantes e muitas vezes tratadas como símbolos de status, bem de luxo ou mesmo como lembrança dos antepassados, que deixaram para os descendentes suas canetas-tinteiro. Sua utilização, em qualquer parte do planeta, no entanto, é também um forma de marcar a personalidade de seu usuário, um símbolo de elegância e também de sentimentalismo, que muitas vezes computadores e canetas esferográficas parecem não na mesma medida.

Algumas canetas-tinteiro são tratadas como itens colecionáveis. Canetas ornamentadas podem ser feitas de metais preciosos e joias com desenhos cloisonné. Algumas canetas-tinteiro possuem desenhos de laca incrustados, um processo conhecido como maki-e. Existem comunidades de entusiastas da caneta-tinteiro que colecionam-nas e usam canetas antigas e modernas. Seus membros também coletam e trocam informações sobre tintas antigas e modernas, frascos de tinta e tinteiros. Os colecionadores às vezes usam essas antiguidades, além de exibi-las em espaços fechados, como vitrines de vidro.

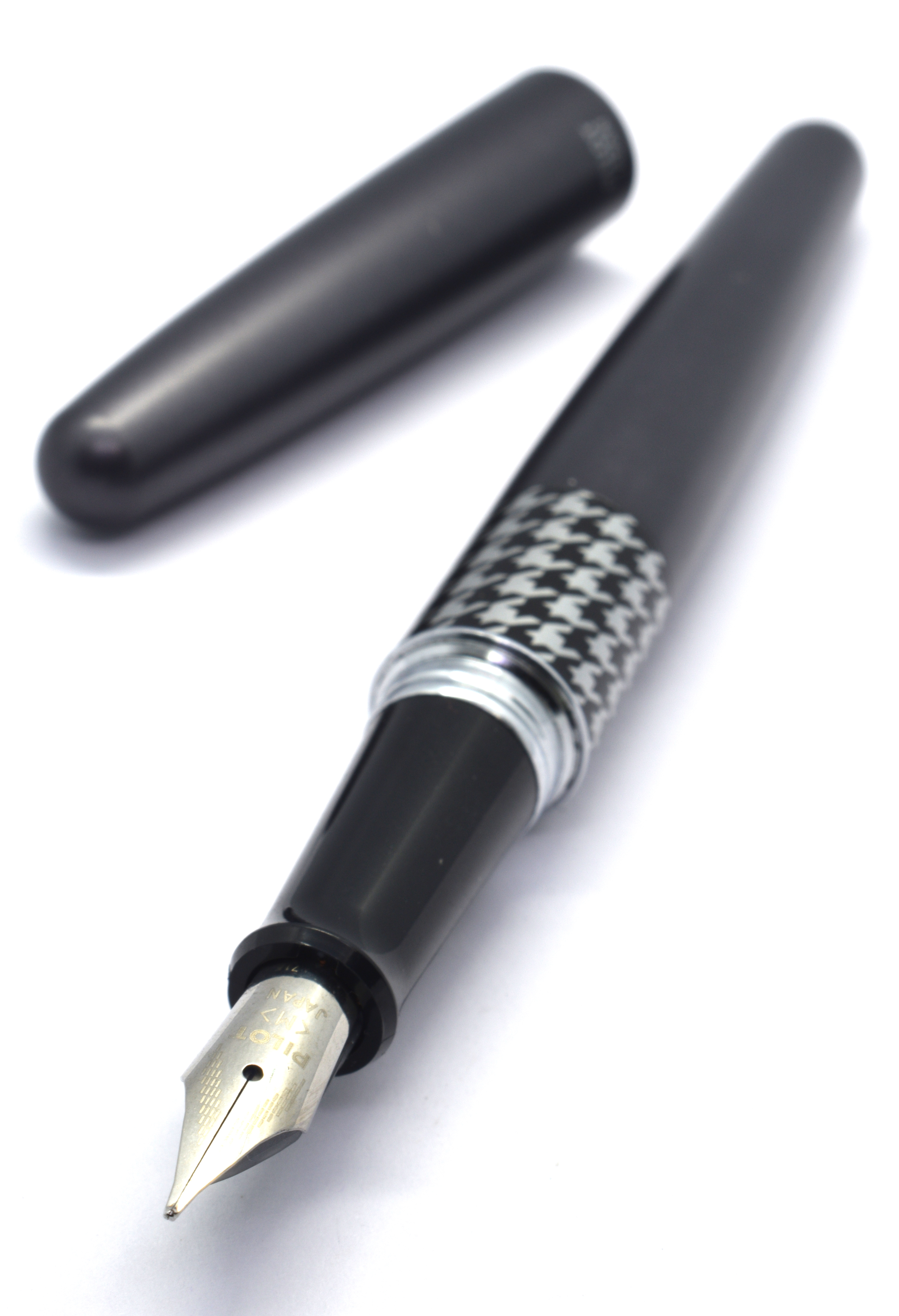
Caneta-tinteiro

As vendas de canetas-tinteiro aumentaram de forma constante nas primeiras décadas do século XXI. É evidente o ressurgimento do apelo e da cultura da caneta-tinteiro, seja para fins de coleção, fruição ou como “item de estilo de vida”. Muitos concordam que o "toque pessoal" de uma caneta-tinteiro levou a esse ressurgimento com os consumidores modernos que procuram uma alternativa em um mundo de produtos e serviços digitais.
Em 2012, a Amazon informou que as vendas de caneta-tinteiro "dobraram em comparação com o mesmo período de 2011" e que "são quatro vezes maiores do que em 2010". A popularidade das canetas-tinteiro continua crescendo. A empresa de pesquisa de mercado Euromonitor informou que as vendas no varejo de canetas-tinteiro aumentaram 2,1% em 2016 em relação ao ano anterior, chegando a US$ 1,046 bilhão.
Há um mercado específico para a manutenção e reforma de canetas-tinteiro, com profissionais especializados nessa arte em extinção. O mercado de compra e venda de canetas-tinteiro dá-se ainda em lojas bem tradicionais ou por meio de pontos sofisticados em grandes shoppings. Desenvolveu-se muito nos últimos dez anos a oferta de canetas-tinteiro na internet e também a criação de sites e de compartilhamento de vídeos nos quais são avaliados os aspectos estéticos e a qualidade desses instrumentos de escrita.
Mais recentemente, em algumas escolas seu uso tem sido reintroduzido como forma de melhorar a autoestima e o desempenho acadêmico dos alunos. Em alguns países, as canetas-tinteiro são comuns nas séries iniciais do ensino fundamental, pois acredita-se que utilizá-las confere às crianças um melhor controle sobre a escrita. Muitos erros comuns cometidos por pessoas não acostumadas a escrever à mão, como aplicar muita pressão ou ter pegada incorreta, parecem quase impossíveis quando se usa a caneta-tinteiro. Em matéria de ergonomia, as canetas-tinteiro podem aliviar o estresse fisiológico da escrita e alternativas eficazes a caneta esferográfica, que pode causar mais dor e danos musculares às pessoas com artrite.
Alguns fabricantes tradicionais de canetas-tinteiro, como a Parker e a Cross, transferiram suas linhas de produção para a China. As marcas alemãs Montblanc, Faber-Castell, Pelikan e Lamy resistem e conservam as fábricas na Europa, com uso de métodos artesanais em parte ou na totalidade do processo de fabricação.

## Alimentador
O alimentador de uma caneta-tinteiro é o componente que conecta a ponta da caneta com seu reservatório de tinta.
Ele não apenas permite que a tinta flua para a ponta, o que costuma ser descrito como um "vazamento controlado", mas também regula a quantidade de ar que flui de volta para o reservatório para substituir o local da tinta gasta. Isso é feito por meio de uma série de canais estreitos ou "fissuras" que descem por sua borda inferior. Conforme a tinta flui por essas fissuras, o ar passa para cima do reservatório em uma troca uniforme de volumes. O alimentador permite que a tinta flua quando a caneta está sendo usada e garante que a tinta não saia quando a caneta não estiver em uso. A tinta é absorvida e alimentada graças a ação capilar, o que geralmente é visível em canetas de demonstração transparentes, mas ela é liberada apenas quando há o contato da ponta da caneta com o papel.
O alimentador da caneta-tinteiro é crucial para evitar que a tinta goteje ou vaze. Eles geralmente apresentam estruturas em formato de costelas destinadas a armazenar a tinta. Quando a ponta de uma caneta-tinteiro recebe uma carga excessiva de tinta isso pode causar transbordamento, que resulta em manchas ou pingos de tinta, também conhecidos como estouros. Por outro lado, uma caneta com um alimentador mal configurado pode não conseguir depositar qualquer tipo de tinta no papel.

## Ponta

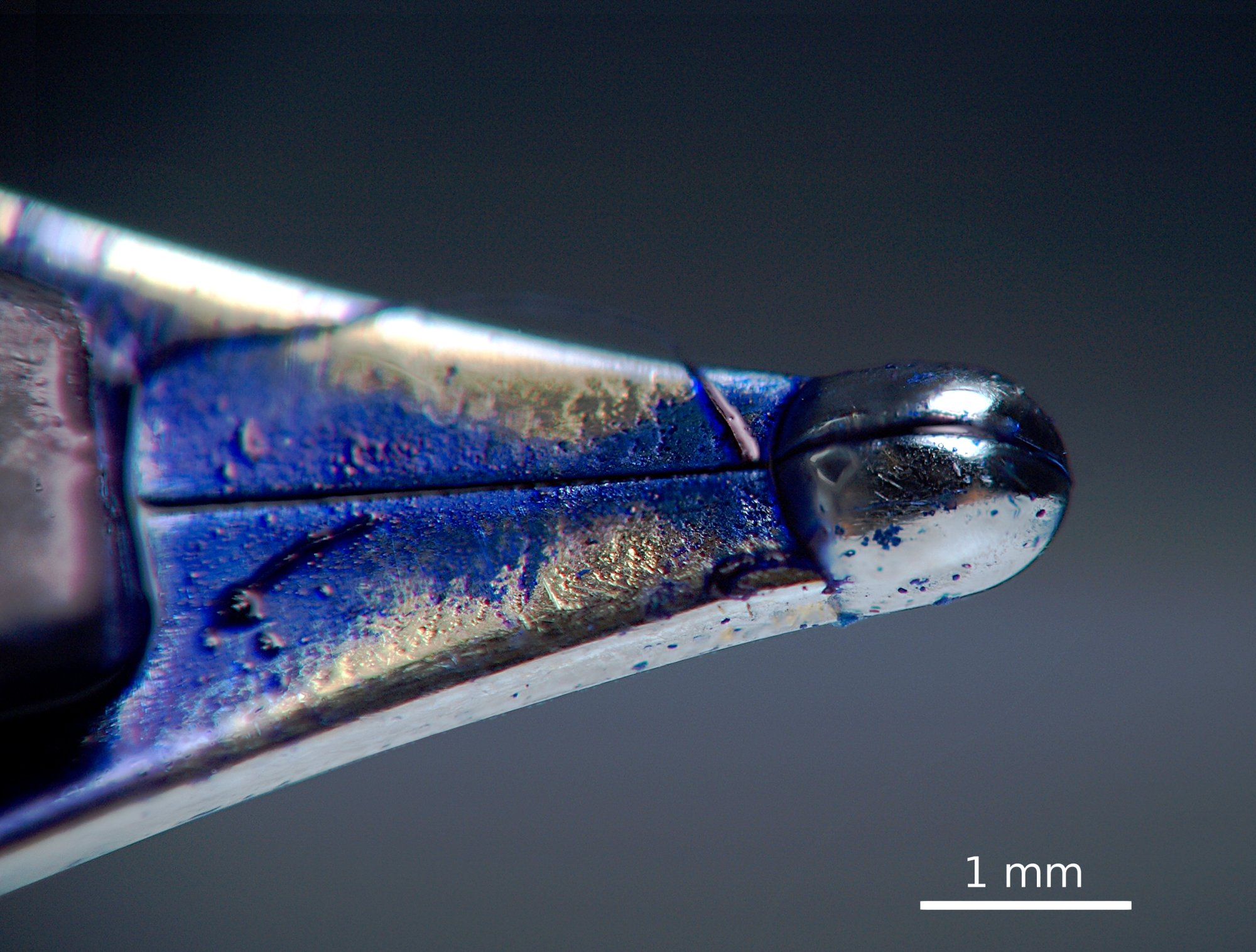
Ponta de uma caneta-tinteiro

A ponta da caneta-tinteiro moderna é um desenvolvimento da ponta de ouro, que tinha um pequeno rubi preso, originalmente. Após a descoberta dos platinoides, que incluem o rutênio, o ósmio e o irídio, uma pequena quantidade de irídio foi acrescentada às pontas de caneta de ouro na década de 1830. No século XX, as pontas começaram a geralmente ser feitas de aço inoxidável ou de ligas de ouro, com o teor de ouro mais comum sendo 14 quilates (58⅓%) e 18 quilates (75%). O titânio é também usado para fazer pontas de canetas-tinteiro, mas menos comum que os anteriores. O ouro é considerado o metal ideal por sua flexibilidade e resistência à corrosão, embora a corrosão seja menos problemática do que no passado devido ao desenvolvimento de ligas de aço inoxidável mais eficientes e tintas menos corrosivas.

### Banho de ouro
Banhar a ponta da caneta-tinteiro de ouro fornece molhabilidade ideal, pois reduz a tensão superficial da tinta quando em contato com o papel contribuindo para que ela se espalhe uniformemente pela superfície.

### Inclinação
As pontas em ouro e a maioria das de aço e titânio são revestidas com uma liga dura e resistente ao desgaste que normalmente inclui metais do grupo da platina. Esses metais compartilham qualidades de extrema dureza e resistência à corrosão. O material da ponta é frequentemente chamado de "irídio", mas existem poucos fabricantes de pontas ou canetas que usaram ligas de ponta contendo metal irídio desde meados da década de 1950. Ao invés dele são usados os metais ósmio, rênio, rutênio e tungstênio, geralmente em uma liga metálica. As pontas de aço e titânio inclinadas se desgastam mais rapidamente devido à abrasão do papel.

### Ação capilar
A ponta da caneta-tinteiro geralmente tem uma fenda cônica ou paralela cortada em seu centro para transportar a tinta para baixo por ação capilar, assim como um "orifício de respiro" de formato variável. O orifício de respiro não tem função real em relação ao controle da tinta ou fluxo de ar. Sua função principal é fornecer um ponto final para a fenda da ponta e evitar imprecisões durante o corte da ponta. Adicionar distância entre o orifício de respiro e o final da ponta adiciona elasticidade ou flexibilidade à ponta. O orifício de respiro também atua como um ponto de alívio de tensão, evitando que a ponta se rache longitudinalmente a partir da extremidade da fenda como resultado da flexão repetida durante o uso.

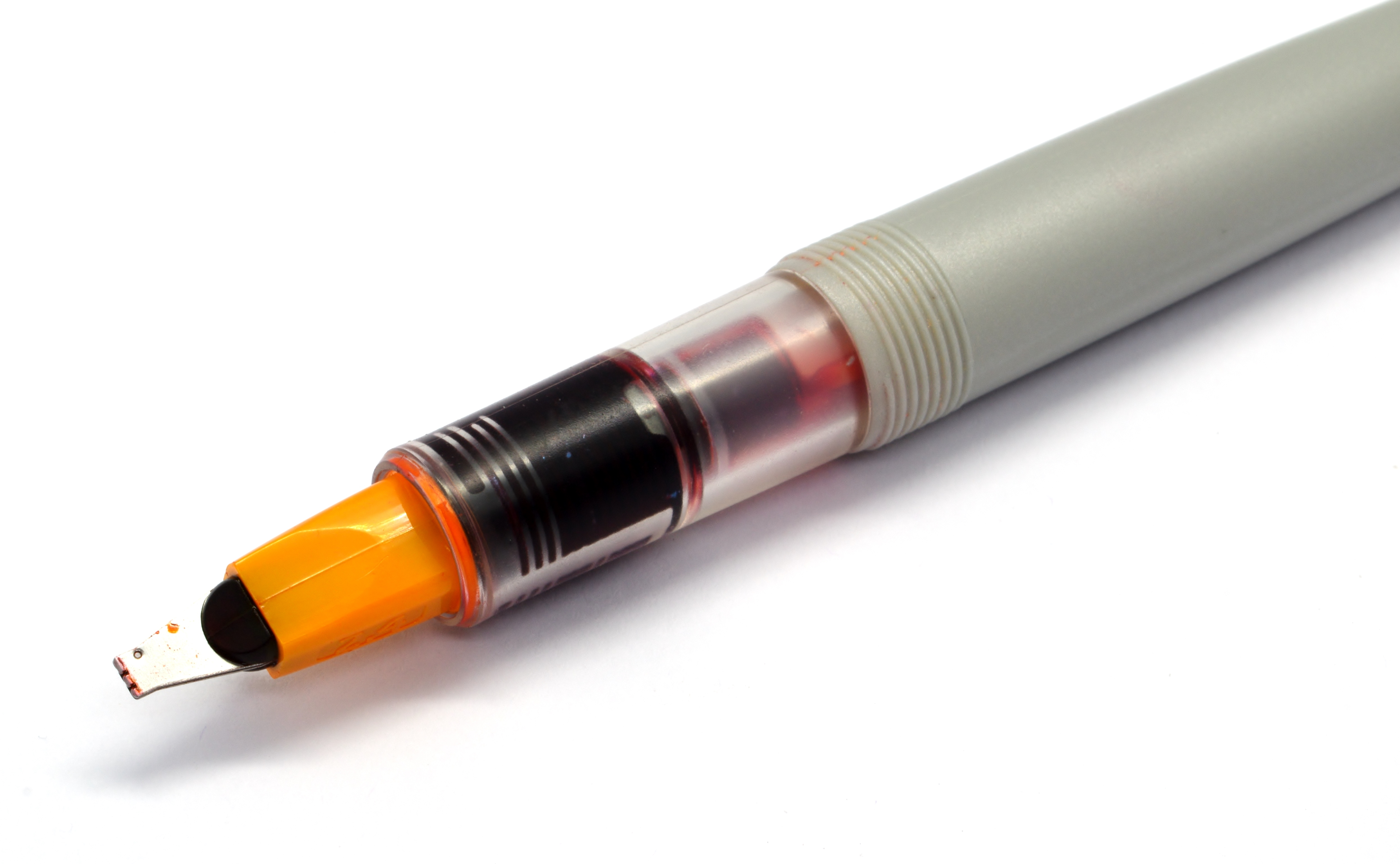
Pilot Parallel, um exemplo de ponta em itálico usado em canetas-tinteiro

A ponta inteira se estreita até o local em que a tinta é transferida para o papel. Canetas de caligrafia larga podem ter várias fendas na ponta para aumentar o fluxo de tinta e ajudar a distribuí-la uniformemente pela ponta larga. Pontas divididas em forma de três "dentes" são comumente usadas para escrever partituras musicais.

### Tipos
Embora as pontas mais comuns terminem em formato arredondado de vários tamanhos (extrafino, fino, médio ou largo), existem diversos outros formatos de pontas de caneta-tinteiro. Exemplos disso são as pontas bico duplo largo, musical, oblíquo, oblíquo reverso, esboço, itálico e 360 graus.
Pontas mais largas são usadas para dar ênfase ao conferir um maior nível de sombreamento de tinta. Isso pode causar acúmulo de tinta em algumas partes causando variações na cor e/ou no brilho, ou os corantes da tinta podem cristalizar no papel ao invés de ser absorvido por ele, o que leva a uma cor diferente em papel menos absorvente. Pontas mais finas, como a extrafina e fina, podem ser usadas para correções e alterações difíceis, com perda no sombreamento e brilho da tinta. Pontas oblíquas, oblíquas reversas, stub e itálico podem ser usadas para fins caligráficos ou para composições manuscritas em geral. A largura da linha de um bico específico pode variar de acordo com o país de fabricação da caneta-tinteiro, sendo que as pontas feitas no Japão são geralmente são finas.

### Flexibilidade
A flexibilidade das pontas depende de vários fatores. Primeiro, a espessura do metal da ponta. Quando a liga da ponta for prensada espessa, ela resultará em uma ponta dura, enquanto as pontas prensadas finamente são mais flexíveis. As pontas podem ser prensadas de forma que sejam mais finas na ponta e mais grossas na alimentação para mitigar a rigidez ou para dar uma flexibilidade mais controlada.
Em segundo lugar, a curva da ponta determina em parte a sua rigidez. As pontas em curvas convexas profundas, ou em três ou cinco curvas facetadas, são mais rígidas do que as pontas planas. Terceiro, o tamanho, a forma e a posição do "orifício de respiração" alteram a rigidez. Os orifícios em forma de coração melhoram a flexibilidade à medida que se alargam, enquanto os orifícios redondos e pequenos fortalecem a caneta. Quarto, o comprimento dos dentes determina o quão longe eles podem se espalhar sob pressão. Os dentes mais curtos tornam a ponta mais rígida. Quinto, a liga usada pode afetar a rigidez. Assim, o ouro é considerado superior por sua flexibilidade em comparação com o aço. Além disso, o ouro mais puro (18k e 21k) é mais macio do que a maioria das ligas com concentração de ouro mais baixa (14k).

Canetas-tinteiro que datam da primeira metade do século XX são mais propensas a ter pontas flexíveis, adequadas aos estilos de escrita do período. Na década de 1940, as preferências de escrita mudaram para pontas mais rígidas, que podiam suportar a maior pressão necessária para escrever em papel carbono para criar documentos duplicados.

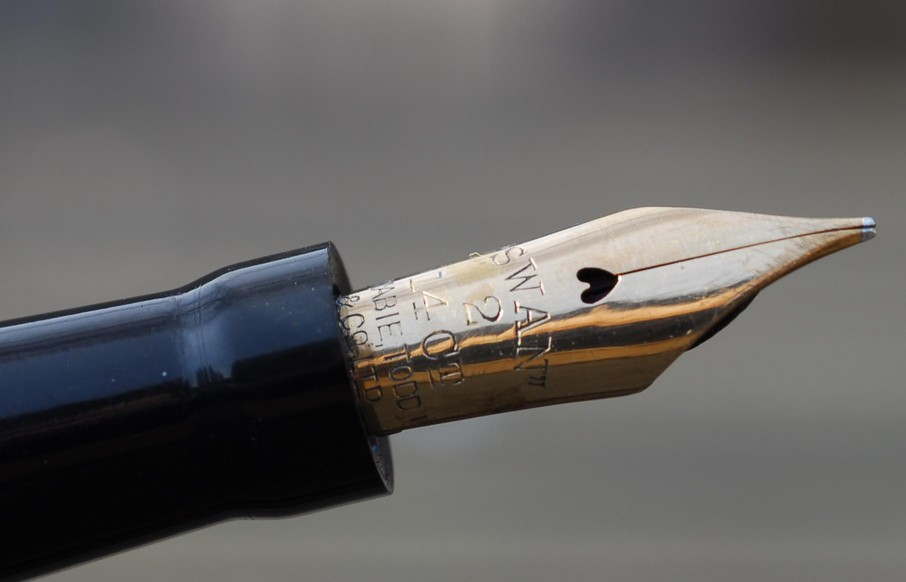
Mabie Todd Swan com ponta flexível de ouro 14k

Além disso, a competição entre as principais marcas de canetas, como a Parker e a Waterman, e a introdução de garantias vitalícias, acarretou na inviabilidade financeira de fabricar-se pontas flexíveis. Em países onde essa competição não existia no mesmo nível, como o Reino Unido e a Alemanha, pontas flexíveis continuaram a ser fabricadas.
Na primeira década do século XX, pontas rígidas eram a norma, pois as pessoas utilizam além das canetas-tinteiro outras ferramentas de escrita. As canetas-tinteiro também são mais parecidas com as canetas esferográficas, com as quais a maioria das pessoas tem experiência. Por ser rígida e firme, tem-se a ideia equivocada de que as pontas de aço são ruins para escrever.
Pontas de boa qualidade e usadas de forma correta possuem longa duração, geralmente ultrapassando a vida de seu primeiro proprietário. Muitas canetas vintage com pontas antigas estão em perfeito estado de funcionamento no século XXI.

### Diferentes estilos
Os estilos de pontas de caneta-tinteiro incluem capuz (Parker 51, Parker 61, 2007 Parker 100, Lamy 2000 e Hero 329), embutido (Sheaffer Targa ou Sheaffer PFM) e integral (Parker T-1, Falcon e Pilot Myu 701), que também pode ser retificado para ter características de escrita diferentes.
Os usuários de canetas-tinteiro são frequentemente alertados para não emprestá-las, pois a ponta se "desgasta" em um ângulo diferente para cada pessoa. Um usuário diferente provavelmente descobrirá que uma ponta usada não escreve de maneira satisfatória em sua mão e, além disso, cria uma segunda superfície de desgaste, estragando a ponta para o usuário original. Isso, no entanto, não é um motivo de preocupação em canetas com material de ponta moderno e durável, pois essas canetas levam muitos anos para desenvolver um desgaste significativo.

## Mecanismos de enchimento
Existem diversos métodos de recarga das canetas-tinteiro, sendo os mais comuns o cartucho, o conversor e os embutidos tais como a alavanca, o pistão, e o vácuo. A maioria das canetas-tinteiro do início do século XXI usa enchimento de pistão, enchimento de barra de compressão, ou cartucho. Muitas canetas também são compatíveis com um conversor, que tem o mesmo encaixe do cartucho da caneta e possui um mecanismo de enchimento e um reservatório acoplado a ele.
Embora os cartuchos não sujem e sejam mais práticos de recarregar do que a tinta em frascos, eles tendem a ser ligeiramente mais caros a longo prazo, uma vez que a tinta geralmente é mais barata engarrafada do que em cartuchos. Aqueles que preferem os sistemas de enchimento baseados em tinta engarrafada também citam como vantagens a menor utilização de plástico, uma variedade mais ampla de tintas, limpeza mais fácil das canetas e poder verificar e reabastecer as tintas a qualquer momento.

### Conta-gotas
Os reservatórios das primeiras canetas-tinteiro eram quase todos recarregados com um conta-gotas. Este era um processo complicado e difícil, que levou ao desenvolvimento comercial de métodos alternativos que rapidamente dominaram a indústria. No entanto, os mecanismos de enchimento mais novos e mais convenientes nunca substituíram totalmente as canetas recarregáveis com conta-gotas no mercado, que continuam sendo amplamente fabricadas no século XXI. Para alguns usuários desse tipo de caneta-tinteiro, a simplicidade do mecanismo e o grande volume de armazenamento de tinta compensa o inconveniente da transferência de tinta.

### Automático

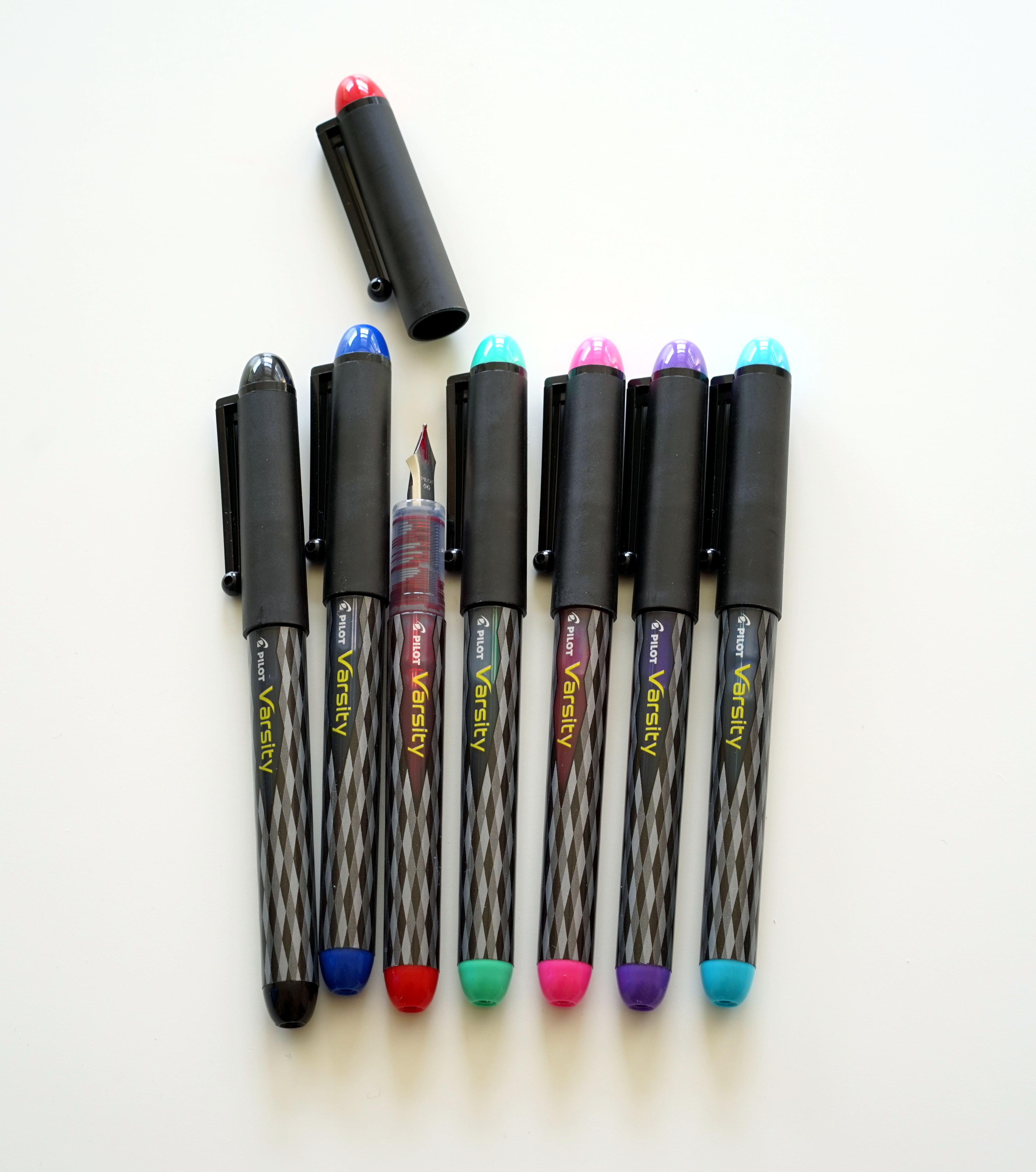
The Pilot Varsity, uma caneta-tinteiro descartável de baixo custo

O crescent filler da Conklin, introduzido por volta de 1901, foi um dos primeiros a serem utilizados em canetas-tinteiro de enchimento automático produzidas em massa. Esse sistema de recarga usa uma meia-lua em forma de arco ligada a uma barra de pressão de metal rígida, com a parte da meia-lua saindo da caneta através de uma fenda e a barra de pressão dentro do cano. Um segundo componente, um anel de borracha dura em forma de C, está localizado entre a meia-lua e o cano. Normalmente, o anel impede que a meia-lua seja acionada indevidamente, prevenindo o derramamento de tinta. Assim, para encher a caneta, basta girar o anel ao redor do barril até que a meia-lua corresponda ao orifício no anel, permitindo que se empurre a meia-lua para baixo e aperte o saco interno.
Diversos outros mecanismos de enchimento automático foram introduzidos no mercado para competir com o crescent filler da Conklin, como o coin-filler — onde uma moeda ou 'medalhão' vinha junto com a caneta-, o match-filler — que usava um palito de fósforo — e o blow-filler — que exigia que o proprietário da caneta soprasse no barril para esvaziar o saco interno.

### Pistão
Em 1907, Walter A. Sheaffer patenteou o Lever filler, usando uma alavanca articulada inserida no cano da caneta-tinteiro que pressionava contra uma barra que, por sua vez, comprimia o saco de borracha dentro, criando um vácuo para forçar a entrada da tinta na caneta. Introduzida no mercado em 1912, essa inovação foi rapidamente imitada pelos outros grandes fabricantes de canetas. Parker também implementou o button filler, que tinha um botão escondido sob uma tampa cega na extremidade do cano. Quando o botão era pressionado, ele agia sobre uma barra de pressão interna para empurrar o saco de tinta.
Após o crescent filler, foi lançada uma série de sistemas de progressiva complexidade, atingindo seu apogeu no Snorkel Sheaffer, lançado em 1952. O sistema Sheaffer "Snorkel" preenchia o saco de tinta por meio de um tubo retrátil acima e atrás da ponta da caneta. Isso eliminou a necessidade de mergulhar a ponta na tinta e a subsequente necessidade de limpá-la.
Enchimentos por pistão com mecanismo de parafuso foram feitos já na década de 1820, mas a popularidade deles começou com o modelo da Pelikan de 1929, que era baseado em uma patente croata. A ideia básica era simples: ao girar um botão na extremidade da caneta, um mecanismo de parafuso puxa o pistão para cima do cano, sugando a tinta. Esse mecanismo facilitava o enchimento das canetas-tinteiro tanto que continua sendo usado no início do século XXI. Contudo, em alguns dos primeiros modelos os mecanismos ocupavam até metade do comprimento da caneta. Essa situação melhorou com o advento dos pistões telescópicos.
Em 1949 foi lançado o Touchdown Filler pela Sheaffer e anunciado como um "Enchedor Pneumático Exclusivo de Curso Descendente". Para enchê-lo, um botão na extremidade do cilindro é desparafusado e o êmbolo conectado é puxado para fora em seu comprimento total. A ponta é imersa em tinta, o êmbolo é empurrado, comprimindo e liberando o saco de tinta por meio da pressão do ar. A ponta é mantida na tinta por aproximadamente 10 segundos para permitir que o reservatório se encha. Este mecanismo é muito parecido com o modelo de enchimento pneumático fabricado pela empresa Chilton mais de uma década antes.

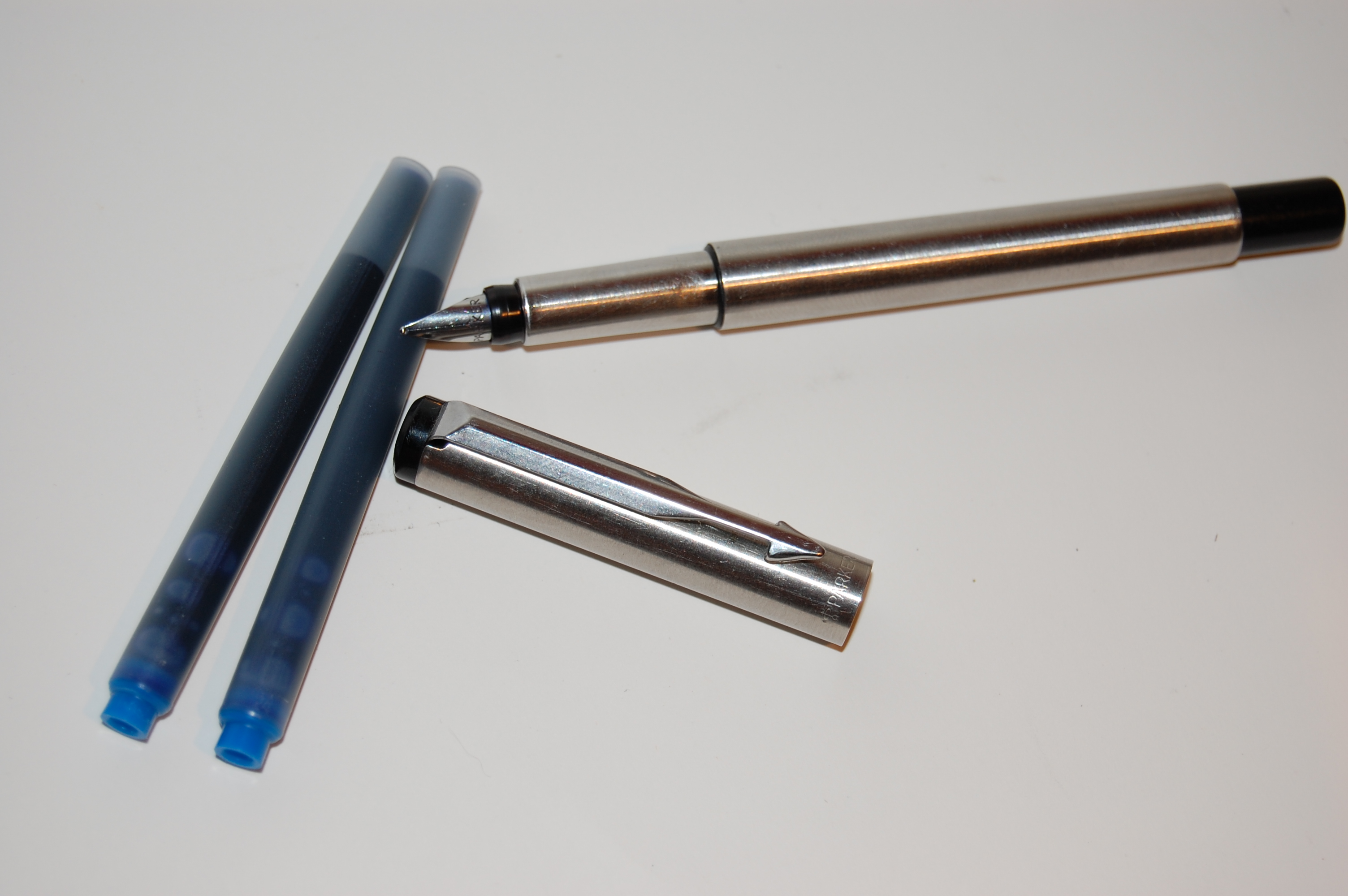
Parker Vector em aço inoxidável com cartuchos Quink patenteados contendo 1,4 ml de tinta

### Capilar
Um sistema de enchimento capilar foi lançado por Parker na caneta-tinteiro Parker 61, em 1956. Nele não havia peças móveis. O reservatório de tinta dentro do cilindro era aberto na extremidade superior, mas continha um pedaço de plástico flexível com fendas enrolado com firmeza. Para encher, o cilindro era desrosqueado e era colocada tinta nessa extremidade aberta do reservatório. Os interstícios da folha de plástico e fendas iniciavam a ação capilar, puxando e retendo a tinta. A parte externa do reservatório era revestida com Teflon, um composto repelente que liberava o excesso de tinta à medida que era retirado. A tinta era transferida através de um tubo capilar adicional para a ponta. Nenhum método de lavagem do dispositivo foi oferecido e, devido a problemas de entupimento com tinta seca e endurecida, a produção acabou sendo interrompida.

### A vácuo
Enchimentos a vácuo, como os usados pela Pilot no Custom 823, utilizam a pressão do ar para encher a câmara de tinta. Nesse caso, enquanto a ponta está submersa na tinta, um êmbolo é empurrado para baixo na câmara vazia para criar um vácuo no espaço atrás dela. A extremidade da câmara tem uma seção mais larga do que o resto, e quando o êmbolo passa por este ponto, a diferença na pressão do ar na área atrás do êmbolo e na área à frente é repentinamente nivelada e a tinta entra atrás do êmbolo para encher a câmara.

### Pelikan Level
No final do século XX, a Pelikan introduziu um sistema de enchimento envolvendo uma válvula na extremidade cega da caneta, que se conecta a um frasco de tinta especialmente projetado. Assim encaixada, a tinta é então comprimida no corpo da caneta, que, sem qualquer mecanismo além da própria válvula, tem quase a capacidade de uma caneta conta-gotas do mesmo tamanho. Este sistema havia sido implementado apenas em sua linha "Level", que foi descontinuada em 2006.

### Cartuchos
Em 1890, foi registrada uma patente para um sistema de cartucho de tinta para canetas-tinteiro. No início do século XX, os cartuchos eram feitos de vidro e tubos finos de cobre. No entanto, o conceito só se tornou amplamente aceito e popular após a introdução dos cartuchos de plástico moldado, inicialmente por Waterman em 1953.

#### Padrão
A maioria das marcas de caneta-tinteiro europeias, como por exemplo, Caran d'Ache, Faber-Castell, Michel Perchin, DuPont, Montegrappa, Stipula, Pelikan, Montblanc, Europen, Monteverde, Sigma, Delta, Italix e Rotring , usam os chamados "cartuchos internacionais". Eles também são conhecidos como "cartuchos europeus", "cartuchos padrão" e "cartuchos universais". Algumas marcas de caneta de outros continentes, como por exemplo Acura, Bexley, Retro51, Tombow e Platinum também utilizam-no. Esse tipo de padrão de cartucho tem em seu modelo curto 38 mm de comprimento e cerca de 0,75 ml de capacidade de armazenamento, enquanto que o modelo longo possui 72 mm de comprimento e cerca de 1,50 ml de armazenamento. Também existem casos de canetas-tinteiro que suportam tanto o modelo curto quanto o longo. Como essas dimensões do cartucho são adotadas por uma quantidade de marcas significativas produtoras de canetas-tinteiro, ele é, até certo ponto um padrão. Portanto, os cartuchos internacionais de qualquer fabricante podem ser usados.

Dimensões do cartucho de tinta internacional curto

Além disso, conversores destinados a substituir cartuchos internacionais podem ser usados na maioria das canetas-tinteiro que aceitam esse tipo de cartuchos. Algumas canetas-tinteiro muito compactas, tais como a Waterman Ici et La e Monteverde Diva, aceitam apenas cartuchos internacionais curtos. Nessas canetas-tinteiro não é possível utilizar conversores, exceto os chamados mini-conversores de Monteverde. Algumas canetas, como os modelos modernos da Waterman, possuem encaixes que evitam de forma intencional o uso de cartuchos curtos. Essas canetas só podem ser recarregadas com um cartucho do mesmo fabricante da caneta-tinteiro, neste caso, os cartuchos longos Waterman.
Os cartuchos internacionais padrão são fechados por uma pequena bola, presa dentro do orifício de saída da tinta com cola ou com uma camada muito fina de plástico. Quando o cartucho é pressionado pela caneta, um pequeno alfinete empurra a bola, que cai dentro do cartucho. Os cartuchos Parker e Lamy não têm essa bola. Eles são fechados por um pedaço de plástico, que se quebra por um alfinete quando inserido na caneta.

#### Exclusivos
Muitos fabricantes de canetas-tinteiro desenvolveram seus próprios cartuchos exclusivos, por exemplo, Parker, Lamy, Sheaffer, Cross, Sailor, Platinum, Platignum, Waterman e Namiki. Canetas-tinteiro da Aurora, da Hero, da Duke e da Uranus aceitam os mesmos cartuchos e conversores que as da Parker e vice-versa. Contudo, os cartuchos da Aurora são ligeiramente diferentes dos cartuchos da Parker. Os cartuchos Lamy, embora não oficialmente, são conhecidos por intercambiar com cartuchos Parker também.
Os conversores correspondentes a serem usados no lugar dos cartuchos exclusivos geralmente são feitos pela mesma empresa que fez a própria caneta-tinteiro. Algumas canetas-tinteiro muito compactas aceitam apenas cartuchos feitos pela mesma empresa que a fez, como Sheaffer Agio Compact e a Sheaffer Prelude Compact. Não é possível usar um conversor nelas. Nesse tipo de caneta-tinteiro, a única forma de usar outra marca de tinta nela é enchendo cartuchos vazios usando uma seringa.
Os cartuchos exclusivos da marca fabricante da caneta são em quase todos os casos mais caros do que os de padrão internacional. Os fabricantes de canetas que usam cartuchos exclusivos tendem a desencorajar o uso de opções mais baratas ou adaptações. Eles alertam que pode haver variação na qualidade da tinta, impactando no desempenho do cartucho e na qualidade da tinta. Há de se ter em mente que as tintas para canetas-tinteiros são desenvolvidas especificamente para cada caneta. Além disso, a tinta mais barata tende a demorar mais para secar no papel, pode produzir cores desiguais ou falhadas na página e ser menos eficiente em tipos de papel mais finos como de gramatura 75gs/m.

## Tintas
As tintas destinadas ao uso em canetas-tinteiro são à base de água. Essas tintas normalmente são comercializadas em frascos. Os cartuchos de plástico começaram a ser usados na década de 1960, mas as tintas engarrafadas ainda são item essencial para a maioria dos entusiastas da caneta-tinteiro. A tinta em frasco geralmente custa menos do que a de mesma qualidade em cartucho e oferece uma variedade maior de cores e propriedades.

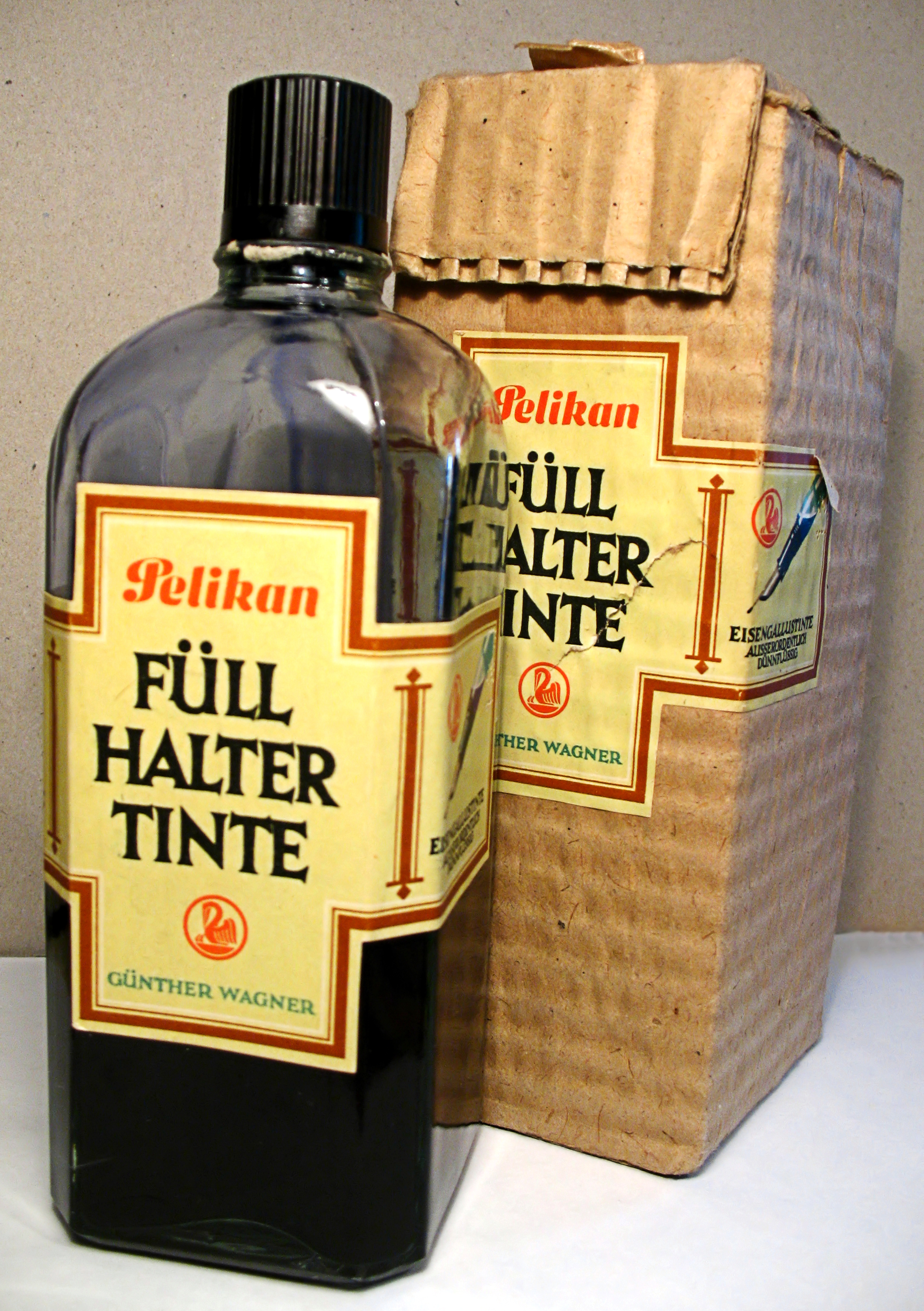
Tinta com partículas de ferro para canetas-tinteiro, garrafa 0,5 litro, de 1950 com caixa

Uma mesma caneta-tinteiro pode ser usada para escrever com diferentes tintas, mas alguns cuidados devem ser tomados ao selecioná-las. As tintas de caneta-tinteiro fabricadas no século XXI são quase exclusivamente feitas com corantes porque as partículas de pigmento geralmente obstruem as passagens estreitas dos tubos das canetas. Contudo, existem algumas tintas pigmentadas para canetas-tinteiro, como a "Carbon Black" da marca Platinum, mas são incomuns. A tinta nanquim normal não pode ser usada em canetas-tinteiro porque contém goma-laca como aglutinante. A sua utilização causaria obstrução muito rápida dessas canetas.
As tintas ferrogálicas tradicionais destinadas a canetas bico de pena não são adequadas para canetas-tinteiro, pois corroem a caneta e destroem a sua funcionalidade. Em vez disso, tintas ferrogálicas modernas devem ser usadas em canetas-tinteiro, pois elas contêm uma pequena quantidade de compostos ferrogálicos. Com isso, elas não afetam tanto o interior da caneta-tinteiro, mas ainda podem ser corrosivas se deixadas por um longo período dentro delas. Para evitar a corrosão das peças de metal delicadas e o entupimento da tinta às vezes é recomendada pelos fabricantes ou revendedores uma limpeza mais completa do que a de costume.
É usada, entre outros fins, para a prática da caligrafia juntamente com a pena de escrever, a sua predecessora.
Se algo de errado fosse escrito ou se a tinta derramasse, era necessário usar o mata-borrão. A função do mata-borrão, era tirar o excesso de tinta da escrita, pois corria-se o risco de a tinta se espalhar sobre a folha, criando um "borrão", que dificultava ou impedia a sua leitura.
Quase todas as principais marcas de canetas-tinteiro mantêm linhas próprias de produção de tintas, como é o caso da Parker (Quink), Pelikan (Pelikan e Edelstein) ou Lamy (Lamy). Existem também fabricantes autônomos, como a tinta britânica Diamine.

## Caneta-tinteiro para desenho
Caneta-tinteiro para Desenho ou simplesmente Caneta Nanquim é um tipo de caneta-tinteiro utilizada para desenho técnico e para desenho artístico.
As canetas nanquins, em geral, são compostas de uma pena cilíndrica, um sistema de escoamento da tinta e um recipiente que serve de tinteiro. São fabricantes de canetas nanquim para desenho: Graphos, Trident, Desegraph, Staedtler, Rötring.
Com a popularização dos sistemas CAD e dos métodos de plotagem eletrônica o uso de canetas deste tipo vem se restringindo praticamente ao desenho artístico, sendo cada vez menos utilizado na engenharia, arquitetura e design.

## Bilbiografia
- Finlay, Michael (1990). Western Writing Implements in the Age of the Quill Pen. Wheteral: Plains Books. ISBN 1-872477-00-3
- Fischler, George; Schneider, Stuart (1992). Fountain Pens and Pencils. New York: Shiffer Publishing. ISBN 0-88740-346-8
- Lambrou, Andreas (2003). Fountain Pens of the World. New York: Philip Wilson Publisher. ISBN 0-302-00668-0
- Park, JongJin (2013). Fountain Pens. Seoul: LBIG Media Publishing. ISBN 978-89-94819-09-9